# 纳戈奇
纳戈奇，是匈牙利绍莫吉州所辖的一个村。总面积22.26平方公里，总人口674，人口密度30.3人/平方公里（2011年1月1日）。